# Teenage Mutant Ninja Turtles (film fra 2014)
Teenage Mutant Ninja Turtles er en spillefilm med Teenage Mutant Ninja Turtles og lanceret i 2014. Filmen er instrueret af Jonathan Liebesman efter manuskript af Josh Appelbaum, André Nemec og Evan Daugherty. Rollelisten tæller Megan Fox, Will Arnett, William Fichtner, Minae Noji, Whoopi Goldberg, Abby Elliott og Tohoru Masamune samt stemmer af Johnny Knoxville, Alan Ritchson, Noel Fisher, Jeremy Howard og Tony Shalhoub. Filmen blev annonceret efter at Peter Laird, den ene af de to skabere af Teenage Mutant Ninja Turtles, havde solgt rettighederne til figurerne til Nickelodeon i oktober 2009. Den blev produceret af Nickelodeon Movies og Michael Bay produktionsfirma Platinum Dunes og distribueret af Paramount Pictures.
Filmen havde premiere 29. juli 2014 i Mexico City, en uges tid før den egentlig fastsatte premiere 8. august 2014. Filmen indbragte 493,3 mio. USD mod et budget på 125 mio. USD. Filmen fik generelt negativ kritik og indkasserede en pris for værste kvindelige birolle ved den 35. Razzie-Uddeling foruden nomineringer i en række andre kategorier. Den fik dog også flere positive nomineringer ved den 28. Nickelodeon Kids' Choice Awards. En efterfølger, Teenage Mutant Ninja Turtles: Out of the Shadows, vil få premiere 5. juni 2016.